# Sztohid
A Sztohid (ukránul: Стохід) folyó Ukrajnában, mely 188 kilométer hosszú, vízgyűjtő területe 3150 km² és a Pripjaty folyóba torkollik. Völgye a felső folyásánál 4–4,6 km széles, az alsó folyásánál 7–10 km. Medre 20–26 méter széles, mélysége 0,5–1,5 méter, legnagyobb mélysége 8–10 m. Zajacsivka falu alatt számtalan kisebb mellékágra osztódik, innen ered a neve is: „száz lépés”.